# Simone Mareuil
Simone Mareuil (Périgeux 25 de agosto de 1903 - 24 de outubro de 1954), nascida Marie Louise Simone Vacher, foi uma atriz francesa, mais reconhecida por sua atuação no filme surrealista  Um cão andaluz.

## Filmografia
Filmografia
- Sur le plancher des vaches (1939)
- L´Amant de Madame Vidal (1936)
- Mariage à responsabilité limitée (1933)
- Miss Helyett (1933)
- Le Soir des rols (1932)
- Le Couer de Paris (1931)
- Le Juif Polonais (1931)